# Archidona (Gerichtsbezirk)
Der Gerichtsbezirk Archidona ist einer der elf Gerichtsbezirke in der Provinz Málaga.
Der Bezirk umfasst 7 Gemeinden auf einer Fläche von 434,75 km² mit dem Hauptquartier in Archidona.

## Gemeinden
| Gemeinde                 | Einwohner (2024) | Fläche km² | Dichte Einw./km² | Cod INE | Postleitzahl |
| ------------------------ | ---------------- | ---------- | ---------------- | ------- | ------------ |
| Archidona                | 8.042            | 185,59     | 43               | 29017   | 29300        |
| Cuevas Bajas             | 1.341            | 16,53      | 81               | 29047   | 29220        |
| Cuevas de San Marcos     | 3.620            | 36,96      | 98               | 29049   | 29210        |
| Villanueva de Algaidas   | 4.075            | 70,42      | 58               | 29095   | 29310        |
| Villanueva de Tapia      | 1.396            | 22,12      | 63               | 29098   | 29315        |
| Villanueva del Rosario   | 3.401            | 43,96      | 77               | 29096   | 29312        |
| Villanueva del Trabuco   | 5.410            | 59,17      | 91               | 29097   | 29313        |
| Gerichtsbezirk Archidona | 27.285           | 434,75     | 63               | –       | –            |